# Mohamed Bouzaiane
Mohamed Ali Bouzaiane – tunezyjski zapaśnik walczący w stylu wolnym. Wicemistrz igrzysk afrykańskich w 2003; piąty w 1999 i siódmy w 2007. Zdobył pięć medali na mistrzostwach Afryki w latach 2001 - 2007. Zwycięzca igrzysk panarabskich w 2004. Czwarty na igrzyskach śródziemnomorskich 2001 i ósmy w 2005 roku.